# ユーディケー
ユーディケー (UDK) は、埼玉県さいたま市浦和区に本社を置く総合建設会社。

## 概要
土木事業、建築事業、開発事業、リニューアル事業、製品事業、環境事業などの事業を行っている。公共施設、工場、建物改修・耐震工事、橋梁工事、トンネル工事、舗装工事、地盤改良、上下水道工事、河川工事などに多くの実績がある。

## 沿革
- 1927年（昭和2年）5月 - 関根仁平が中島工業所の浦和出張所を開設し創業。
- 1944年（昭和19年）4月 - 関根および中島の頭文字より、株式会社関中組と改組。
- 1947年（昭和22年）6月 - 株式会社関中組解散と同時に浦和土建工業株式会社を設立。
- 1952年（昭和27年）7月 - 東京営業所開設。
- 1962年（昭和37年）1月 - 東京営業所を東京支店に昇格。
- 1969年（昭和44年）
  - 4月 - 越谷営業所（現・東部営業所）開設。
  - 8月 - 大里郡川本町（現・深谷市）に川本工場（現・深谷工場）設置
- 1971年（昭和46年）11月 - 秩父郡荒川村（現・秩父市）に荒川合材所（現・秩父工場）設置。
- 1972年（昭和47年）6月 - 本社新社屋完成。
- 1974年（昭和49年）2月 - 特定建設業者として建設大臣許可（特-48）第3175号。
- 1982年（昭和57年）9月 - 茨城営業所開設。
- 1988年（昭和63年）10月 - 大宮総合事務所開設
- 1989年（平成元年）3月 - 子会社株式会社ユーディケーサービス設立。
- 1996年（平成8年）4月 - 浦和土建工業株式会社から株式会社ユーディケーに社名変更。
- 1997年（平成9年）11月 - ISO9001認証取得（JQA-1991）。
- 1999年（平成11年）12月 - ISO14001認証取得（JQA-EMO622）。
- 2004年（平成16年）7月 - 会社分割により、新たに株式会社ユーディケー設立。
- 2005年（平成17年）12月 - 株式会社武蔵野技建を子会社化。
- 2011年（平成23年）5月 - 建設業労働安全衛生マネジメントシステム（COHSMS）認定取得

## 支店・工場
- 東京支店 - 東京都北区赤羽二丁目49-6　丸久-5ビル2階
- 茨城営業所 - 茨城県古河市東3-10-28　第5邦栄マンション105
- 東部事務所 - 埼玉県吉川市高富一丁目31-5
- 大宮工場 - 埼玉県さいたま市西区三橋5-4
- 深谷工場 - 埼玉県深谷市菅沼1195-1
- 秩父工場 - 埼玉県秩父市荒川贄川13

## 施工実績
- 首都圏中央連絡自動車道 埼玉県内高架橋
- さいたまスーパーアリーナ
- さいたま市記念総合体育館
- さいたま市保健所
- 北戸田ファーストゲートタワー
- 浦和高層第2工区建築工事[1]
- 大宮東宮下団地第4工区建築工事
- 大宮砂団地第2工区建築工事
- 武蔵野銀行武蔵浦和支店